# Wydmy Puszczy Bydgoskiej

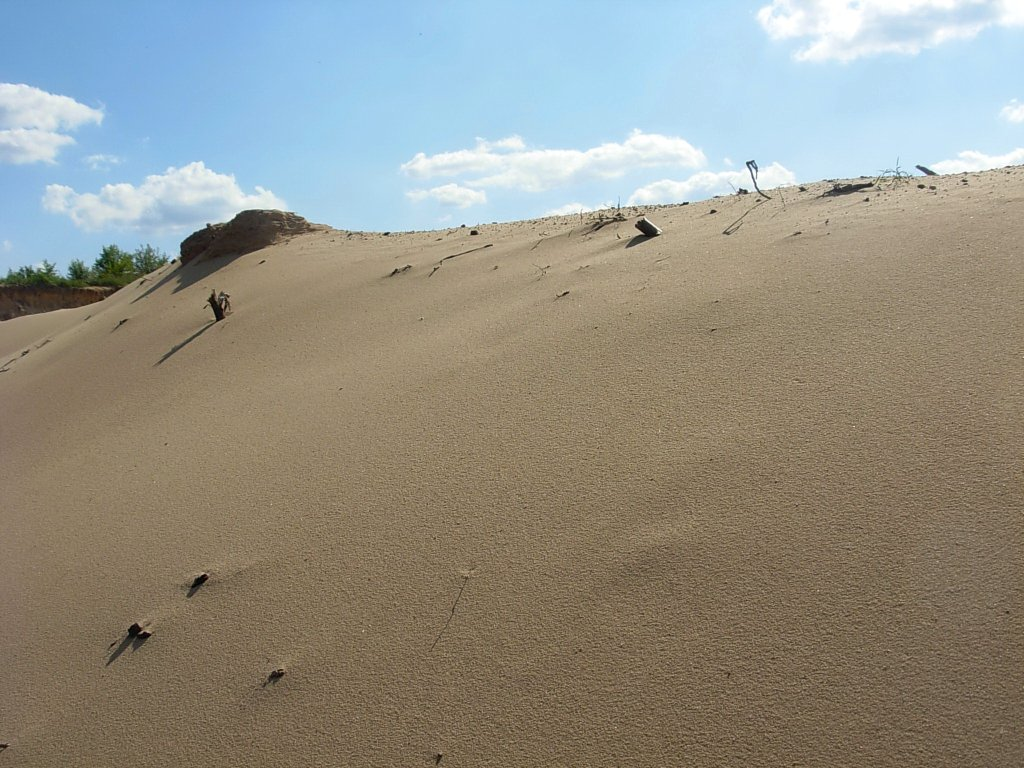
Wydma pozbawiona roślinności podczas prac ziemnych na terenie Bydgoskiego Parku Przemysłowo-Technologicznego

Wydmy Puszczy Bydgoskiej (315.354) – mikroregion fizycznogeograficzny, stanowiący część mezoregionu Kotliny Toruńskiej. 

## Położenie
Mikroregion zajmuje większą część obszaru Puszczy Bydgoskiej, a także południowe rubieże miasta Bydgoszczy, w obrębie jednostek urbanistycznych: Łęgnowo II i Wypaleniska.

## Charakterystyka
Mikroregion Wydmy Puszczy Bydgoskiej został ukształtowany przez procesy eoliczne. Jest to jeden z największych obszarów wydm śródlądowych występujących w Polsce (obok wydm Puszczy Kampinoskiej, Puszczy Noteckiej, Borów Dolnegośląskich oraz obszarów południowej Wielkopolski i Równiny Biłgorajskiej). Wydmy powstały z piasków akumulacji rzecznej, głównie na poziomie pradolinnej terasy IX. Przeważają wydmy paraboliczne zwrócone ramionami w kierunku zachodnim. Występują także wały wydmowe w osi zachód-wschód oraz pagórki o kształcie nieregularnym. Poszczególne typy wydm niejednokrotnie przenikają się ze sobą, co tworzy skomplikowany morfologicznie krajobraz. Pagórki osiągają maksymalną wysokość bezwzględną 115 m n.p.m., przy przeciętnym wyniesieniu terasy 69–71 m n.p.m. W związku z tym maksymalna ich wysokość względna wynosi ok. 40 m, zaś średnia – 10–25 m. Na terenie południowych rubieży Bydgoszczy maksymalna wysokość utworów eolicznych sięga 104 m n.p.m. (w rejonie Bydgoskiego Parku Przemysłowo-Technologicznego i Eksploseum). Długość utworów dochodzi do 5,2 km. Nachylenie zboczy jest łagodne od strony dowietrznej, zaś strome – od strony odwietrznej (do 22°, zwykle po stronie wschodniej). Obszary międzywydmowe, stanowiące bezodpływowe zagłębienia, pokryte są niewielkiej miąższości materiałem organicznym (do 1 m), a niekiedy zatorfione. Na niektórych obszarach mikroregionu przekształcenia eoliczne są słabsze, w związku z czym występują tam piaszczyste równiny.  
Mikroregion prawie w całości zalesiony jest borami sosnowymi na siedlisku boru świeżego. 

### Ochrona przyrody
Obszar mikroregionu wchodzi w skład Obszaru Chronionego Krajobrazu Wydm Kotliny Toruńsko-Bydgoskiej. Obszar ten znajduje się w strefie oddziaływania emisji przemysłowych i narażony jest na silną antropopresję wynikającą z sąsiedztwa dużych aglomeracji miejskich (Bydgoszcz, Toruń). W latach 90. większa część drzewostanów zaliczana była do uszkodzonych w stopniu średnim i słabym.